# Gry Johansen
Gry Johansen-Meilstrup (* 28. August 1964) ist eine dänische Popsängerin. In Deutschland trat sie auch als Bo Andersen auf.

## Leben und Wirken
Sie gewann den Dansk Melodi Grand Prix im Jahre 1983 und durfte daher für Dänemark beim Eurovision Song Contest 1983 antreten. Mit ihrem Popsong Kloden drejer erreichte sie aber nur den 17. Platz. In den Jahren 1985, 1989 und 2000 nahm sie erneut an der Vorauswahl teil, konnte aber keinen Sieg davontragen. 
Eine Zweitkarriere startete sie in Deutschland. Zusammen mit dem Produzenten Bernie Paul sang sie unter dem Namen Bo Andersen diverse Popsingles ein. Bekannt ist ihr Titel Mitten ins Herz der RTL-Seifenoper Gute Zeiten, schlechte Zeiten, welcher von 1992 bis 1996 als Titelmelodie von ihr gesungen wurde und immer noch instrumental zu Beginn einer jeden Folge gespielt wird.